# Avocado Heights, Kalifornija
Avocado Heights je naseljeno područje za statističke svrhe u američkoj saveznoj državi Kalifornija. Prema popisu stanovništva iz 2010. u njemu je živjelo 15,411 stanovnika.